# Горан Јешић
Горан Јешић (Сремска Митровица, 3. август 1974) српски је политичар. Био је потпредседник Демократске странке и потпредседник Владе АП Војводине од 2012. до 2014. Обављао је функцију председника општине Инђија од 2000. до 2012. Био је и посланик у Народној скупштини од 2016. до 2020.

## Рани живот и образовање
Рођен је 3. августа 1974. године у Сремској Митровици. Гимназију је завршио у Инђији, а потом и Пољопривредни факултет Универзитета у Новом Саду. Завршио је специјалистички курс јавне политике на Факултету политичких наука Универзитета у Београду.

## Политичка каријера

### Грађански савез Србије
Јешић је своју политичку каријеру започео 1996. године када је основао инђијски огранак Либералног Грађанског савеза Србије (ГСС). Јешић је 2000. године постављен за шефа војвођанске подружнице ГСС-а. Био је један од оснивача Отпора. Као део коалиције Демократска опозиција Србије (ДОС), Јешић је био њен координатор за Инђију, Пећинце, Стару Пазову и Ириг за 
изборе 2000.
На локалним изборима 2000. године, Јешић је изабран за посланика у Скупштини општине Инђија, а убрзо затим и за председника Скупштине општине. Постао је најмлађи градоначелник у Србији, са 26 година. 2001. године уврштен је у Председништво ГСС. Поново је изабран за градоначелника 2004. године. У лето 2006. Јешић је напустио ГСС, оптуживши њену председницу Наташу Мићић за „спајање” ГСС у Либерално-демократску партију (ЛДП).

### Демократска странка
Јешић је 31. октобра 2006. године најавио приступање Демократској странци (ДС), наводећи да је ДС „једина озбиљна демократска странка која може да настави реформе у Србији”. Јешића је похвалио потпредседник ДС-а Бојан Пајтић. Поново је изабран за градоначелника 2008. године.
Јешића је у јулу 2012. године за потпредседника Владе Војводине и покрајинског секретара за пољопривреду, водопривреду и шумарство именовао Бојан Пајтић. Он је поднео оставку на обе функције у јуну 2014. године.
Јешић је био задужен за огранак ДС-а за пољопривреду, водопривреду и шумарство, као и за сремску подружницу. Од 2014. до 2016. године обављао је дужност потпредседника ДС. На парламентарним изборима 2016. године, Јешић је изабран за посланика у Народној скупштини и обављао је функцију до 2020. Јешић је био један од чланова ДС који је био против одлуке странке да бојкотује парламентарне изборе 2020. године. Јешић је напустио ДС 2023. године.

### Нестраначки политичар
Дана 5. новембра 2024. године, током протеста након урушавања надстрешнице Железничке станице у Новом Саду, Јешића је полиција привела након покушаја да спречи привођење демонстранта. Пуштен је 7. новембра. Он се сутрадан предао полицији након најаве да ће бити поново приведен. Јешић је поново пуштен 22. новембра. Након пуштања на слободу, Јешић је најавио да се враћа активној политици.

## Политички ставови
Јешић је самозвани левичарски политичар. Противи се Српској напредној странци, а њену власт је назвао „мафијашком пирамидом”.
У октобру 2024. Јешић је путем свог налога на мрежи X објавио: „Лако сте пустили Косово, надам се да ћете са пуним разумевањем и мислима о вишем интересу и Војводину пустити да оде. Није за џабе онај позивни +384 остао за нас.” Исте године је претио декану Факултета техничких наука Универзитета у Новом Саду Борису Думнићу.
Подржава приступање Србије Европској унији и увођење санкција Русији због инвазије на Украјину.
Сматра да је садашњи статус Косова и Метохије исход „апсолутно погрешне политике Републике Србије у протеклих неколико деценија која је кулминирала етничким чишћењем и грађанским ратом и на крају губитком рата од стране Војске Србије и капитулацијом Кумановског споразума”. Предложену Заједницу српских општина назвао је „квазиинституцијом” и додао да се људска права Срба на Косову и Метохији најбоље штите кроз ОЕБС и Савет Европе.
У марту 2025. на платформи X је објавио да председника Србије Александра Вучића треба „[обесити] за ноге! На Теразијама нпр.” Политички аналитичари су ово критиковали због позивања на убиство.